# Aquitanien-Maulwurf
Der Aquitanien-Maulwurf (Talpa aquitania) ist eine Säugetierart aus der Familie der Maulwürfe (Talpidae) innerhalb der Ordnung der Insektenfresser (Eulipotyphla). Sie ist im Norden der Iberischen Halbinsel vom nördlichen Spanien bis in das südliche und zentrale Frankreich verbreitet. Die Tiere ähneln äußerlich dem Europäischen Maulwurf, sind aber durchschnittlich größer und weichen in einzelnen anatomischen Merkmalen ab. Ursprünglich wurden sie innerhalb des Europäischen Maulwurfs geführt und bildeten die südwestliche Population der Art. Molekulargenetische Studien zeigten aber, dass der Europäische Maulwurf keine in sich geschlossene Gruppe bildete. Aus diesem Grund wurden im Jahr 2017 die Tiere Nordspaniens und Südfrankreichs als eigenständige Art beschrieben. In ihrer Lebensweise entsprechen sie weitgehend dem Europäischen Maulwurf.

## Merkmale

### Habitus
Der Aquitanien-Maulwurf ist ein Vertreter der Eurasischen Maulwürfe. Er wird durchschnittlich etwas größer als der Europäische Maulwurf (Talpa europaea) und deutlich größer als der Iberische Maulwurf (Talpa occidentalis). Seine Kopf-Rumpf-Länge beträgt 11,7 bis 19,2 cm, die Schwanzlänge reicht von 1,8 bis 3,9 cm. Das Körpergewicht variiert zwischen 47 und 147 g. Der Hinterfuß wird zwischen 1,7 und 4,8 cm lang. Äußerlich ähneln die Tiere dem Europäischen Maulwurf. Ein markanter Unterschied betrifft das Augenlid, welches beim Aquitanien-Maulwurf ähnlich wie beim Iberischen Maulwurf fest verwachsen ist und so das Auge vollständig überdeckt. Der Europäische Maulwurf hingegen weist offene Augen auf.

### Schädel- und Gebissmerkmale
Der Schädel des Aquitanien-Maulwurfs wird zwischen 34,0 und 36,3 mm lang. Am Hirnschädel beträgt die Breite zwischen 16,6 und 17,3 mm, im Bereich der Jochbögen zwischen 12,2 und 12,9 mm. Das Gebiss besteht wie bei allen Arten der Gattung Talpa aus 44 Zähnen mit folgender Zahnformel: {\displaystyle {\frac {3.1.4.3}{3.1.4.3}}}. Besonderheiten finden sich im Zahnbau. Die Molaren sind entsprechend den anderen Maulwürfen durch spitze Höckerchen gekennzeichnet. Am oberen ersten Mahlzahn befindet sich zwischen den beiden lippenseitigen Haupthöckern (Paraconus und Metaconus) ein charakteristischer kleiner Höcker, das Mesostyl, welches beim Aquitanien-Maulwurf wie beim Europäischen Maulwurf eine Spitze aufweist, beim Iberischen Maulwurf hingegen zwei. Auf den beiden nachfolgenden Molaren weist das Mesostyl beim Europäischen und beim Iberischen Maulwurf jeweils zwei Spitzen von identischer Größe auf. Beim Aquitanien-Maulwurf kommen entweder eine oder zwei Spitzen vor, im letzteren Fall ist die zweite Spitze deutlich kleiner.

### Genetische Merkmale
Der diploide Chromosomensatz lautet 2n = 34. Alle Chromosomen, einschließlich der Geschlechtschromosomen,  sind zweiarmig und eher metazentrisch beziehungsweise submetazentrisch. Der Karyotyp ähnelt weitgehend dem des Europäischen und Iberischen Maulwurfs. Im Unterschied zu diesen ist das Y-Chromosom beim Aquitanien-Maulwurf aber mittelgroß und nicht so fleckenartig klein ausgebildet. Im Jahr 2020 wurde das mitochondriale Genom des Aquitanien-Maulwurfs bestehend aus 16.776 bis 16.846 Basenpaaren veröffentlicht. Hierbei zeigte sich eine starke Übereinstimmung mit dem Iberischen Maulwurf.

## Verbreitung und Lebensraum

Verbreitungsgebiet des Aquitanien-Maulwurfs

Das Verbreitungsgebiet des Aquitanien-Maulwurfs umfasst den nördlichen Teil der Iberischen Halbinsel und erstreckt sich beiderseits der Pyrenäen vom nördlichen Spanien bis in das südliche und zentrale Frankreich. Nach Norden grenzt es an die rechte Uferseite der Loire. Die Höhenverbreitung des Aquitanien-Maulwurfs reicht vom Meeresspiegelniveau bis in Gebirgslagen von rund 2000 m. Die Tiere bevorzugen Weidegebiete, Gärten und Bergwiesen mit tiefgründigen und leichten Böden sowie einer hohen Anzahl an Beutetieren. Sie treten nicht in Landschaften mit schlecht entwässerten oder trockenen felsigen bis sandigen Böden auf, ebenso meiden sie Gebiete mit geringer Nahrungsgrundlage.

## Lebensweise
Der Aquitanien-Maulwurf ist territorial und lebt unterirdisch. Er gräbt Gänge und Galerien in 5 bis 30 cm Tiefe. Die hauptsächlichen Aktivitätszeiten beschränken sich in Katalonien auf die Morgen- und späten Nachmittagsstunden. Die Nahrung besteht nach Untersuchungen von Mageninhalten aus dem Pyrenäengebiet im nördlichen Spanien zu 20,7 % aus Regenwürmern, zu 21,6 % Larven von Zweiflüglern und zu 27,6 % aus Larven von Käfern. Außerdem erbeuten die Tiere Hundertfüßer, ausgewachsene Käfer, Hautflügler und Schnecken, untergeordnet zusätzlich auch Egel und Spinnen. Die Zusammensetzung der Nahrung variiert nicht über die Jahreszeiten. Die Nahrungspräferenzen überschneiden sich deutlich mit der der ebenfalls dort vorkommenden Schabrackenspitzmaus. Letztere sucht ihrer Beute allerdings weitgehend an der Erdoberfläche, während der Aquitanien-Maulwurf den Untergrund durchwühlt. Die Fortpflanzungsphase erstreckt sich vom Dezember bis Juni mit einem Höhepunkt zwischen Januar und März. Trächtige Weibchen wurden bisher vor allem vom Januar bis Juni angetroffen, milchgebende vom Februar bis Juni. Einige Weibchen haben in diesem Zeitraum bis zu drei Würfe. In der Regel tragen zwei bis vier Embryonen aus. Ihre sexuelle Reife erlangen die Jungtiere im Jahr nach der Geburt.

## Systematik
Der Aquitanien-Maulwurf ist eine Art aus der Gattung der Eurasischen Maulwürfe (Talpa), zu der rund 15 weitere gezählt werden. Die Eurasischen Maulwürfe wiederum gehören zur Tribus der Eigentlichen Maulwürfe (Talpini) innerhalb der Familie der Maulwürfe (Talpidae). Die Eigentlichen Maulwürfe fassen die zumeist grabenden Vertreter der Maulwürfe zusammen, während andere Mitglieder der Familie nur teilweise unterirdisch leben, sich oberirdisch fortbewegen oder eine semi-aquatische Lebensweise haben.
Bekanntestes Mitglied der Gattung Talpa ist der Europäische Maulwurf (Talpa europaea), dessen Verbreitung nach ursprünglicher Meinung vom Norden der Iberischen Halbinsel über große Teile Europas bis in das westliche Sibirien reicht. Mehrere molekulargenetische Analysen aus den Jahren 2014 und 2015 erbrachten aber, dass der Europäische Maulwurf paraphyletisch ist und wenigstens drei eigenständige Linien einschließt, die in sich wiederum jeweils eine Einheit bilden. Eine Linie besteht aus dem eigentlichen Europäischen Maulwurf des westlichen und zentralen sowie des östlichen und südöstlichen Europas. Eine weitere, mit ihm verwandte Linie stellt die Population der nördlichen Apenninen-Halbinsel mit dem Schwerpunkt in der Po-Ebene dar. Die dritte Linie umfasst die nordspanisch-südfranzösischen Maulwürfe. Diese sind den genetischen Analysen zufolge näher mit dem Iberischen Maulwurf (Talpa occidentalis) verwandt. Resultierend aus dem genetischen Befund wurde im Jahr 2015 die nordspanisch-südfranzösische Linie als eigenständige Art unter der Bezeichnung Talpa aquitania wissenschaftlich erstbeschrieben, die Autorschaft der Studie übernahm eine Arbeitsgruppe um Violaine Nicolas. Aufgrund einiger verlagsinterner Probleme erschien eine weitere Beschreibung der Art im Jahr 2017 vom gleichen Forscherteam. Der Artname bezieht sich auf Gallia Aquitania, einer Provinz des Römischen Reiches. Der Holotyp besteht aus einem ausgewachsenen weiblichen Tier aus Saint-Benoît im französischen Département Vienne.
Zusätzliche genetische Studien lassen annehmen, dass die Gattung Talpa möglicherweise noch weitere kryptische Arten enthält. Der Aquitanien-Maulwurf weist einen genetischen Abstand von 8,4 % zum Europäischen Maulwurf auf, zum Iberischen Maulwurf beträgt der Unterschied 7,5 %. Der Iberische Maulwurf und der Aquitanien-Maulwurf trennten sich im späten Pliozän vor etwa 2,47 Millionen Jahren voneinander. Der Europäische Maulwurf gemeinsam mit der nordapenninischen Linie hatte sich schon vor rund 2,82 Millionen Jahren von den gemeinsamen Vorfahren abgespalten, beide diversifizierten sich im Mittelpleistozän vor etwa 670.000 Jahren.